# Ville de Canterbury
Pour les articles homonymes, voir Canterbury (homonymie).
La ville de Canterbury (en anglais : City of Canterbury) est une ancienne zone d'administration locale de l'agglomération de Sydney, située dans l'État de Nouvelle-Galles du Sud en Australie. Elle a existé de 1879 à 2016, date à laquelle elle est intégrée au sein de la ville de Canterbury-Bankstown.

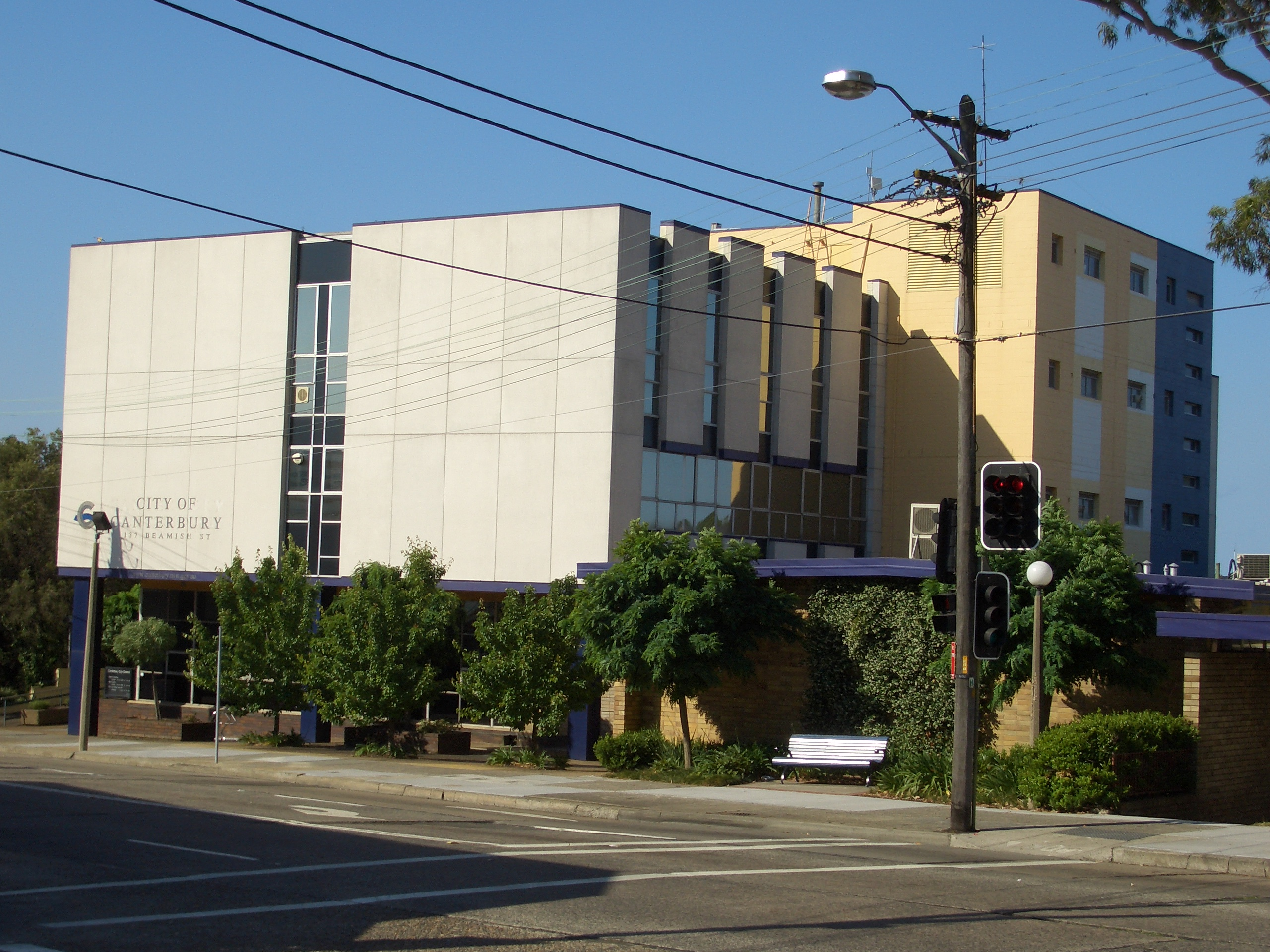
L'hôtel de ville.

## Géographie
La ville s'étendait sur 34 km2 au sud-ouest de l'agglomération de Sydney.

### Quartiers
| - Ashbury - Belfield - Belmore - Campsie - Canterbury - Clemton Park - Croydon Park - Earlwood - Hurlstone Park | - Kingsgrove - Lakemba - Narwee - Punchbowl - Riverwood - Roselands - Undercliffe - Wiley Park |

## Histoire
La municipalité de Canterbury est créée le 17 mars 1879 et prend le statut de ville le 16 novembre 1993.
En 2015, dans le cadre du regroupement des zones administratives, différents projets de fusion sont proposés. Le 12 mai 2016, le ministre des collectivités locales de Nouvelle-Galles du Sud décide de la fusion des villes de Canterbury et de Bankstown pour former la ville de Canterbury-Bankstown.